# Molly von Fürstenberg
Molly von Fürstenberg (* 1942 in Staßfurt als Kerstin Dobbertin) ist eine deutsche Filmproduzentin.

## Leben
Kerstin Dobbertin wurde Anfang der 1970er Jahre zunächst als Schauspielerin aktiv, wurde dann aber hinter der Kamera, u. a. bei Filmverlag der Autoren, tätig. Dort lernte sie auch ihren späteren Ehemann Veith von Fürstenberg kennen. 1974 gründete sie mit Denyse Noever und Elvira Senft die Produktionsfirma Olga Film in München.
Zu ihren Produktionen gehören Komödien, Filme von Doris Dörrie sowie die ZDF-Kriminalfilmserie Kommissarin Lucas.
2001 wurde sie für Die Einsamkeit der Krokodile mit dem Bayerischen Filmpreis ausgezeichnet, 2008 wurde sie für Kirschblüten – Hanami mit dem Bayerischen und dem Deutschen Filmpreis geehrt. 2016 wurde sie mit dem Ehrenpreis des bayerischen Ministerpräsidenten beim Bayerischen Filmpreis ausgezeichnet.

## Filmografie (Auswahl)
- 1977: Die Frau gegenüber
- 1989: Bodo – Eine ganz normale Familie
- 1989: Geld
- 1992: Kleine Haie
- 1992: Langer Samstag
- 1997: Bandits
- 1998: 2 Männer, 2 Frauen – 4 Probleme!?
- 2000: Die Einsamkeit der Krokodile
- 2001: Mädchen, Mädchen
- 2002: Wen küsst die Braut?
- 2003: Ganz und gar
- 2003–2015: Kommissarin Lucas (Fernsehfilmreihe, 22 Folgen)
- 2004: Napola – Elite für den Führer
- 2004: Mädchen, Mädchen 2 – Loft oder Liebe
- 2005: Liebe Amelie
- 2006: Schwere Jungs
- 2008: Wir sind das Volk – Liebe kennt keine Grenzen
- 2008: Kirschblüten – Hanami
- 2014: Alles inklusive
- 2016: Grüße aus Fukushima